# رضا خسروی
رضا خسروی (زادهٔ ۶ مرداد ۱۳۵۲) موسیقی‌دان و آهنگساز اهل ایران است.

## زندگی هنری
رضا خسروی ۶ مرداد سال ۱۳۵۲ در تهران متولد شد. وی پس از اخذ مدرک کارشناسی ارشد موسیقی، بیش از پیش در حیطهٔ موسیقی فیلم فعال بوده‌است. از جمله استادان او می‌توان به موسیقی‌دانانی نظیر علیرضا مشایخی، محسن الهامیان، وارطان ساهاکیان، درویش‌رضا منظمی و حمیدرضا دیبازر اشاره کرد. وی آهنگسازی بیش از ۷۰ اثر سینمایی و تلویزیونی را بر عهده داشته‌است. او در سال ۱۳۹۷ به عنوان دبیر علمی جشنوارهٔ «آوای بیداری» منصوب شد.
او در بیست و دومین جشنواره تولیدات مراکز استانی صدا و سیما در مرداد ۱۳۹۸، دیپلم افتخار و جایزه نقدی بهترین موسیقی سریال برای آهنگسازی سریال «قطعه گمشده» از مرکز سمنان را دریافت نمود.

## آثار هنری

### فیلم سینمایی
- «زهرمار» به کارگردانی جواد رضویان (۱۳۹۷)[۱]
- «به وقت خماری» به کارگردانی محمدحسین لطیفی (۱۳۹۷)[۴]
- «شتر مرغ» به کارگردانی علی اسدالهی (۱۳۹۲)
- «مامان بهروز منو زد» به کارگردانی عباس مرادیان (۱۳۹۰)
- «به من نگو دزد» به کارگردانی عباس مرادیان (۱۳۸۹)
- «چراغی در مه» به کارگردانی پناه بر خدا رضایی(۱۳۸۶)
- «قصه دل‌ها» به کارگردانی هوشنگ درویش‌پور (۱۳۸۵)
- «امپراتور» به کارگردانی هوشنگ درویش‌پور (۱۳۸۳)

### فیلم تلویزیونی
- «تولدی دیگر» به کارگردانی ابوالفضل جلیلی (۱۳۹۴)
- «چند روز مانده به عید» به کارگردانی حسین سحرخیز (۱۳۹۳)
- «شاعر و برادرش» به کارگردانی عباس مرادیان (۱۳۹۲)
- «پولکی» به کارگردانی حسین تبریزی (۱۳۹۲)
- «تی تی» به کارگردانی حسینعلی لیالستانی (۱۳۸۸)[۵]
- «ذبیح» به کارگردانی حسین سحرخیز (۱۳۸۷)
- «شاخ به شاخ» به کارگردانی سعید آقاخانی (۱۳۸۷)
- «باغبان» به کارگردانی علی شاه‌حاتمی (۱۳۸۷)
- «کیلومتر ۱۴» به کارگردانی جواد افشار (۱۳۸۷)
- «زمستان ۵۰» به کارگردانی سیداحمد میرمحمدی (۱۳۸۷)
- «پاسخ رحمان» به کارگردانی جواد افشار (۱۳۸۶)
- «شاید رسیده باشی» به کارگردانی محمدرضا آهنج (۱۳۸۶)[۶]
- «مهربانو» به کارگردانی حبیب‌الله بهمنی (۱۳۸۴)

### سریال تلویزیونی
- «زندگی زیباست» به کارگردانی قاسم جعفری (۱۴۰۰)[۷]
- «ایلدا» به کارگردانی راما قویدل (۱۳۹۹)[۸]
- «مرضیه» به کارگردانی فلورا سام (۱۳۹۸)[۹]
- «قطعهٔ گمشده» به کارگردانی روح‌الله فخر (۱۳۹۷)[۱۰]
- «سی و نه هفته» به کارگردانی مرتضی احمدی هرندی (۱۳۹۳)[۱۱]
- «دیگری» به کارگردانی احمد کاوری (۱۳۹۳)[۱۲]
- «مهمانان ویژه» به کارگردانی جواد رضویان (۱۳۹۱)[۱۳]
- «سی‌امین روز» به کارگردانی جواد افشار (۱۳۹۰)[۱۴]
- «قاصد» به کارگردانی اسماعیل فلاح‌پور (۱۳۸۵)

### نمایش خانگی
- سریال «ریکاوری» به کارگردانی بهادر اسدی (۱۳۹۷)[۱۵]